# Mihanda
Mihanda är ett vattendrag i Burundi.   Det ligger i provinsen Makamba, i den södra delen av landet, 90 kilometer sydost om huvudstaden Bujumbura.
Omgivningarna runt Mihanda är en mosaik av jordbruksmark och naturlig växtlighet. Runt Mihanda är det tätbefolkat, med 356 invånare per kvadratkilometer.